# Скотт, Энди
Энди Скотт (англ. Andy Scott, полное имя Эндрю Дэвид Скотт, англ. Andrew David Scott, род. 30 июня 1949) — британский музыкант и композитор, наиболее известный как соло-гитарист глэм-роковой группы Sweet.

## Биография

### Ранние годы
Энди Скотт родился 30 июня 1949 года в Уэльсе. С 14 лет он играл на бас-гитаре в разных группах. Его первое появление на сцене было в зале Святого Петра, Рексем, в ноябре 1963 года. Впоследствии он играл на гитаре в таких группах, как «The Saints», «The Four Winds» и «The Missing Links». В 1966 году присоединился к «Silverstones», которые победили на телевизионном конкурсе «Opportunity Knocks» и выступили в рождественском концерте победителей этого шоу. В январе 1967 года они аккомпанировали Джими Хендриксу в Манчестере.
Когда «Silverstones» распались, Скотт присоединился к «Elastic Band» и записал с ними альбом «Expansions of Life», но вокалист покинул группу до выхода пластинки. Группа, назвавшись «The Cool», записала альбом «Pop Sounds». Какое-то время Энди и его брат Майк, игравший на басу и саксофоне, аккомпанировали группе «The Scaffold». Потом с группой «Mayfield’s Mule» Скотт записал три сингла: «Drinking My Moonshine», «I See a River» и «We Go Rollin'». Альбом «Mayfields Mule» с этими песнями вышел в Уругвае.

### Участие в Sweet
В 1969 году только что созданная группа «Sweet» объявила о поиске гитариста, так как их тогдашний соло-гитарист Мик Стюарт не устроил продюсеров. Скотт пришёл на прослушивание. Так как он был знаком с менеджером Майком Чэпменом, его впустили в студию без очереди. Продюсер Фил Уэйман вспоминает, что первая его мысль при виде Скотта была: «Этому парню нужно срочно принять душ!» Стив Прист в своей автобиографии «Are You Ready Steve?» пишет, что Скотт выглядел очень неопрятно со своими длинными волосами и в грязной одежде. Как только он подключил свою гитару и заиграл, случилось короткое замыкание. Но музыкантам из «Sweet» сразу понравилась его игра. К тому же Скотт обладал высоким пронзительным голосом, который было слышно из любого угла студии, и Уэйман понял, что он удачно дополнит вокальную гармонию Брайана Коннолли, Мика Такера и Приста. Энди Скотт стал участником «Sweet».
Самый молодой из участников группы, Энди был и самым активным, особенно в плане сочинения собственной музыки. Дебют Скотта как ведущего вокалиста состоялся в 1974 году, когда он исполнил песню «Into the Night» для альбома «Sweet Fanny Adams». В 1975 году сочинённая и исполненная им песня «Lady Starlight» с альбома «Desolation Boulevard» даже была выпущена отдельным сольным синглом с «Where D’Ya Go?» на стороне Б. О ранних годах «Sweet» музыкант вспоминает, что многие считали их геями, и он стал издеваться над общественным мнением, используя макияж, нося женскую одежду и посылая на концертах воздушные поцелуи своим коллегам. Никки Чинн утверждает, что благодаря этому никто не подозревал «Sweet» в гомосексуальности. «Мы делали всё это просто для смеха», — говорит Скотт.
По словам Приста, уже к середине 70-х отношения между Скоттом и Коннолли сильно разладились. У Скотта было стойкое отвращение к алкоголю, и когда остальные трое устраивали после концерта пьянку, он уезжал домой. Напротив, Коннолли любил выпить, и когда его увлечение алкоголем стало чрезмерным, Скотт стал настаивать на его увольнении. В 1979 году Коннолли покинул группу. Оставшиеся участники разделили вокальные партии между собой и продолжали играть вместе. Скотт говорил, что Ронни Джеймс Дио предложил им себя в качестве нового вокалиста, но они отказались (в 2009 году Стив Прист заявил, что Дио ничего подобного не предлагал - ). Популярность группы упала, и в 1982 году они разошлись.

### Сольная карьера
Первый сингл Скотта, «Lady Starlight»/«Where D’Ya Go?», вышел ещё в 1975 году. Обе песни были записаны и спродюсированы самим Энди, который также исполнил все инструментальные партии, за исключением барабанов, на которых сыграл Мик Такер. Скотт сделал промовидео к песням и появился в британском музыкальном шоу «Supersonic».
В 1983 году Скотт под именем Ladders выпустил кавер-версию хита Р. Дина Тэйлора «Gotta See Jane». Продюсерами были он сам и Луис Остин, работавший с «Sweet» в поздние годы. Песня «Krugerrands» со стороны Б последовала на стороне А следующего сингла, в этот раз выпущенного под именем Энди Скотт. Так же как и предыдущий, сингл провалился везде, кроме Южной Африки, где попал в топ-10. В 1984 году вышли ещё два сингла, «Let Her Dance» и «Invisible». Вышедший в 1993 году на лейбле «Repertoire Records» альбом «30 Years» включал в себя все сольные проекты Скотта, а также демоверсии.
Скотт также занимался продюсированием. В ранних 1980-х он продюсировал многие группы, включая «Iron Maiden» и «Weapon», фронтменом которых был Дэнни Хайнс, впоследствии ушедший в «Paddy Goes to Holyhead». С этой группой Скотт записал песню «Green Green Grass of Home» и снялся в клипе на неё, а потом стал участником группы до того, как возродил «Sweet».

### Andy Scott’s Sweet
В 1985 году Энди Скотт и Мик Такер заново собрали «Sweet», взяв вокалистом Пола Марио Дэя, а басистом — Мэла Макналти. Стив Прист к тому времени переселился в Америку, а Брайан Коннолли играл со своей группой «The New Sweet» и не поддерживал отношений ни с одним из бывших коллег. Между ним и Скоттом возникли разногласия по поводу названий групп, так как оба хотели использовать название «Sweet» для привлечения публики. В 1987 году Коннолли уступил, переименовав свою группу в «Brian Connolly’s Sweet». Кроме Дэя и Макналти, новыми участниками «Sweet» стали клавишники Фил Лансон и Малколм Пирсон.
В 1990 году все участники оригинального состава «Sweet» собрались на знаменитую пресс-конференцию в Лондоне. Несмотря на то, что на встрече они вполне дружески общались, им было ясно, что возродить группу в прежнем блеске не удастся. Все четверо продолжали идти своим путём. В 1991 Такер оставил группу из-за проблем со здоровьем. После его ухода сменилось много барабанщиков, пока не пришёл Брюс Бисланд, ранее игравший в «Weapon», «Wildfire» и «Praying Mantis». Скотт изменил название группы на «Andy Scott’s Sweet» (после смерти Такера в 2002-м снова сократил его до «Sweet»). Мэл Макналти ушёл в 1994, но несколько раз возвращался — то как басист, то как вокалист. Иногда присоединялись бывшие клавишники «Sweet» позднего периода Гэри Моберли и Ян Гиббонс. Новым фронтменом стал Чад Браун из «Lionheart». К слову, он не родственник Джеффу Брауну, сменившему его в 1998 году. С 1996 года в группе стабильно играли басист и вокалист Джефф Браун, клавишник Ян Гиббонс и ударник Брюс Бисланд.
9 февраля 1997 года умер Брайан Коннолли. Скотт успел помириться с ним, прекратив почти 20-летнюю вражду и возникшее в последние годы соперничество. На похоронах плачущий Энди сказал корреспонденту BBC: «Мне будет его ужасно не хватать… Не могу говорить», после чего отвернулся и ушёл.  Смерть Мика Такера, последовавшую через пять лет (14 февраля 2002 года), Скотт прокомментировал менее эмоционально: «Мик Такер был лучшим барабанщиком 70-х. Я горжусь, что играл с ним в одной группе. Я чувствую страшную грусть из-за того, что он ушёл, и моё сердце тянется к Джанет (жене) и Эйстон (дочери) с их печальной потерей. Мне не хватает Мика — и теперь нас осталось двое».  
Энди продолжал работать со своими «Sweet». Состав группы был нестабильным, пока не пришли клавишник Стив Грант (1998) и вокалист Питер Линкольн (2006). Однако в 2011 году Грант ушёл, и его место занял Тони О’Хора. Группа активно гастролирует и несколько раз приезжала в Россию (первый раз — в 1999 году). На концертах они исполняют как хиты 70-х, так и новый материал. В феврале 2006 Скотт спродюсировал альбом Сюзи Кватро «Back to the Drive», а в марте — собственный «Sweetlife». 19 июня 2009 года, незадолго до 60-летия, Энди открыл свой сайт.
В марте и апреле 2010 года Скотта заменял Мартин Микелс. В конце года гитарист объявил, что проходил курс лечения от рака простаты. По его словам, диагноз был совершенно шокирующим, потому что Энди всегда заботился о своём здоровье и всего шесть лет назад прошёл полную проверку, не показавшую никаких признаков рака. Энди не позволял себе рок-н-ролльного образа жизни, хотя ему приходилось наблюдать, как остальные участники «Sweet» разрушают своё здоровье постоянными вечеринками с алкоголем и наркотиками, и даже пришлось похоронить двоих из них. Летом 2010 Скотт продолжил выступления, одновременно проходя курс гормонной и лучевой терапии. Жизнь и потенция музыканта были спасены, и ему даже удалось избежать побочных эффектов. «Я настроен прожить полноценную жизнь, и хотя мне ещё хочется давать по 100 концертов в год, я буду выступать по мере возможностей, — заявил Скотт. — Я думал, что способен на всё, но борьба с раком показала, что я далеко не супермен». 
В конце 2010 года группа совершила турне по Европе, завершившееся в Билстоне. В марте 2011 года Скотт отправился в короткое турне по Австралии, а осенью трижды выступил в Великобритании.

### QSP
В 2017 году Энди совместно со звездами глэм-рока 1970-х Доном Пауэллом (ex-Slade) и Сьюзи Кватро выпустили альбом QSP.

### Личная жизнь
В 1971 году Энди женился на Джеки, год спустя родившей ему сына Дамиана. Ближе к концу 70-х они развелись. Второй женой Скотта в 1988 году стала его соседка Мэдди, которая неожиданно бросила его в сентябре 2005-го, после возвращения Энди из австралийского турне, и для него это стало тяжёлым ударом. Сейчас Энди живёт на ферме в Уилтшире с 51-летней подругой Джейн, 39-летним сыном Дамианом, невесткой и внуком. Дамиан сопровождает отца на концертах в качестве звукового инженера.  

## Дискография

### В составе Sweet
Основная статья: Дискография Sweet

### Энди Скотт

#### Синглы
- «Lady Starlight» / «Where D’Ya Go» (1975) — RCA Records (RCA 102715)
- «Where D’Ya Go» / «Lady Starlight» (1975) — RCA Records (RCA 2929)
- «Krugerrands» / «Face» (1984) — Statik (TAK 10)
- «Let Her Dance» / «Suck It And See» (1984) — Statik (TAK 24)
- «Invisible» / «Never Too Young» (1984) — Statik (TAK 31)

#### 12" синглы
- «Gotta See Jane» / «Gotta See Jane» (Radio Mix) (3:10) / «Krugerrands» (4:00)
- «Krugerrands» (Club Mix) (4:04) / «Face» (4:48) / «Krugerrands» (Single Edit) (3:40) / «Krugermental» (4:08)
- «Let Her Dance» (8:06) / «Let Her Dance» (Instrumental) (4:24) / «Suck It and See» (4:19)
- «Invisible» (7" Version) (3:54) / «Invisible» (Instrumental) (5:53) / «Invisible» (5:20) / «Never Too Young» (3:08)

#### Альбомы
- 30 Years (1993) — compilation of solo singles and demos — Repertoire Records

### Andy Scott’s Sweet

#### Синглы
- «X-Ray Specs» (1991) — SPV Records
- «Stand Up» (1992) — SPV Records
- «Am I Ever Gonna See Your Face Again» (1992) (австралийский чартовый хит 1970-х, написанный Брюстером-Нисоном-Брюстером и записанный группой «The Angels») — SPV Records
- «Do It All Over Again» (2002) — Delicious Records
- «Join Together» (кавер чартового сингла «The Who» 1972 года, автор — Пит Тауншенд) (2011) — цифровой выпуск в Интернете
- «Let It Snow» (американский № 1 Вогана Монро 1946 года; записан Биллом Кросбы, Фрэнком Синатрой, Дином Мартином, авторы — Сэмми Канн и Джун Стайл) (2011) — цифровой выпуск в Интернете

#### Альбомы
- Live at the Marquee (1989) — двойной альбом хитов «Sweet» с четырьмя новыми студийными записями — SPV Records (Maze в США/Канаде). Вышло как альбом «Sweet» с участием Мика Такера.
- «A» (1992) — студийный альбом с новым материалом — SPV Records
- The Answer (1995)
- Alive and Giggin'! (1995) — концертный альбом — Pseudonym Records
- Glitz, Blitz & Hitz (1996)
- Dangerous Game (1997)
- Chronology (2002) — студийный альбом с переработками материала «Sweet» — Delicious Records
- Sweetlife (2002) — студийный альбом с новым материалом — Delicious Records
- New York Connection (2012) — студийный альбом с кавер-версиями песен